# 蒙法拉西诺斯
蒙法拉西诺斯，是西班牙卡斯蒂利亚-莱昂萨莫拉省的一个市镇。 总面积22平方公里，总人口653人（2001年），人口密度30人/平方公里。